# Alexandra Borchio Fontimp
Alexandra Borchio Fontimp, née le 5 octobre 1981 à Antibes (Alpes-Maritimes), est une journaliste et femme politique française.
Membre des Républicains, elle est sénatrice des Alpes-Maritimes depuis 2020.
Elle est également conseillère départementale des Alpes-Maritimes depuis 2015, élue dans le canton d'Antibes-2 avec Jacques Gente.

## Biographie

### Famille
Née à Antibes, Alexandra Borchio Fontimp est issue d’une famille antiboise (Fechino).
Elle est la fille d'une commerçante de la rue de la République, Martine Fechino, et d'un père italien, coiffeur à Cannes, Sergio Borchio. Son grand-père, ancien footballeur professionnel dans les années 1930 (vainqueur de la coupe de France en 1932 avec l’AS Cannes) Pierre Fechino, devenu ensuite électricien, est connu à Antibes.
Alexandra Borchio Fontimp fait sa scolarité à Antibes, à Juan-les-Pins, jusqu’à l’obtention de son baccalauréat en économie au lycée Audiberti. Alexandra Borchio Fontimp s’est mariée en 2007, à Fabrice Fontimp.

### Carrière professionnelle
Alexandra Borchio Fontimp est journaliste, reporter-rédacteur en 2005 après l’obtention d’une maîtrise en « sciences de l'information et de la communication » à la faculté de lettres de Nice.
C’est en 2008, qu'elle s’engage en politique, d’abord à l’UMP puis au sein de la commune de Vallauris Golfe-Juan en tant que conseillère municipale.
En 2015, elle travaille à temps partiel à la radio provençale Kiss FM, sur la Côte d'Azur et dans le Mercantour, où elle est chargée des partenariats.
En 2017, elle est suppléante du député Éric Pauget, élu lors des élections législatives.

### Parcours politique

#### Sénatrice
Alexandra Borchio Fontimp, candidate aux élections sénatoriales, devient sénatrice des Alpes-Maritimes le 27 septembre 2020.

#### Mandats locaux

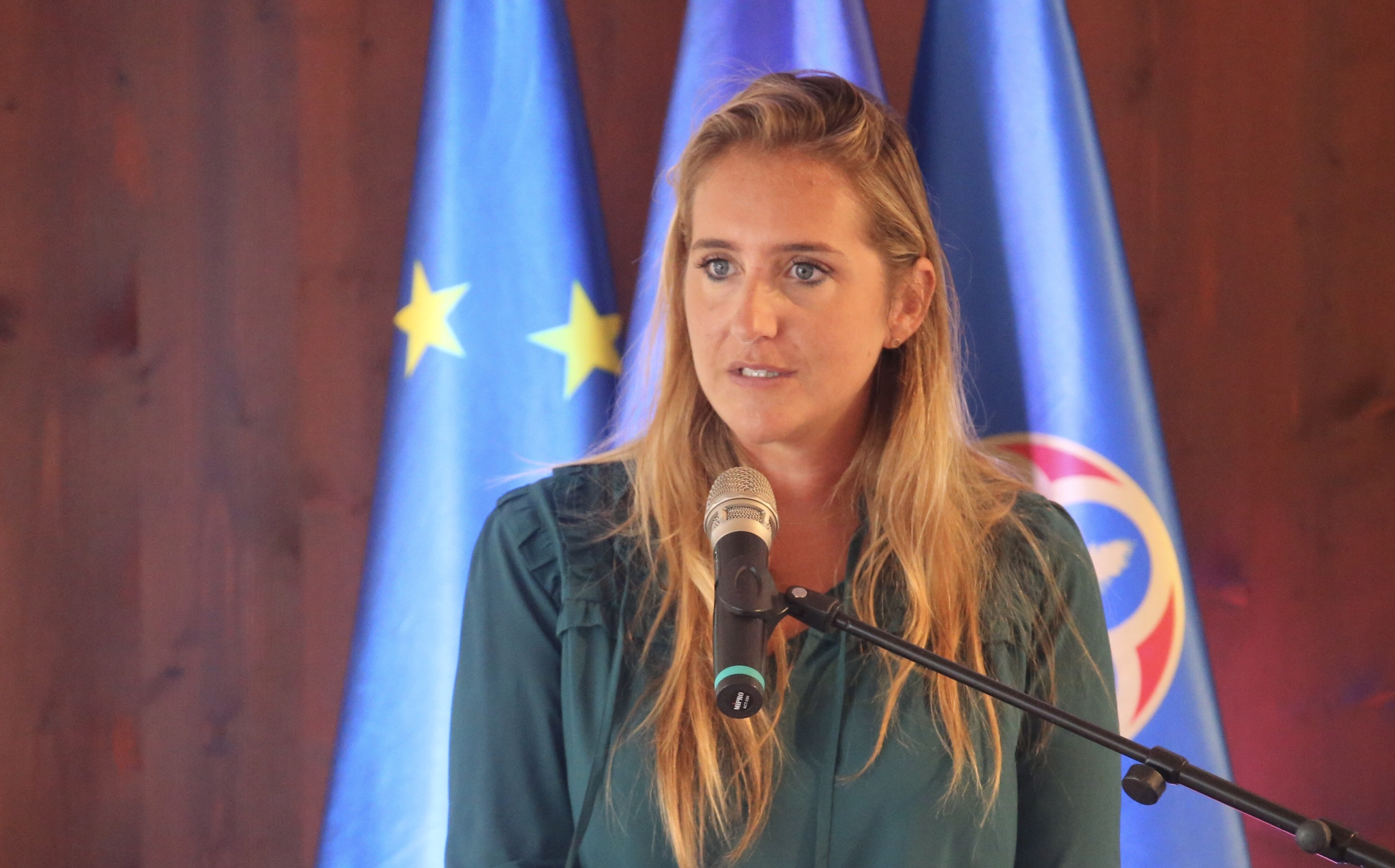
Alexandra Borchio-Fontimp en commission au département des Alpes-Maritimes.

Candidate aux élections départementales en 2015, Alexandra Borchio Fontimp siège depuis dans la majorité départementale, présidée par Charles Ange Ginésy.
Candidate à sa propre succession en binôme avec Jacques Gente, la conseillère départementale Alexandra Borchio Fontimp est élue avec 68,19 % des suffrages exprimés sur le canton d'Antibes-2. À ce titre, elle prend la présidence de la commission « Éducation et Smart Deal ».
Le 13 janvier 2022, Alexandra Borchio Fontimp succède à David Lisnard et prend la tête du comité régional du tourisme Côte d'Azur France, dont elle est déjà la vice-présidente depuis 2015. Elle est réélue pour un deuxième mandat de trois ans par l'assemblée générale du 9 janvier 2025.
En 2019, elle devient secrétaire générale adjointe, puis en janvier 2023, après la victoire d'Éric Ciotti à la présidence des Républicains, nommée porte-parole de Les Républicains,.

## Détails des mandats
- depuis le 27 septembre 2020 : sénatrice des Alpes-Maritimes
- 2008 - 2014 : conseillère municipale de Vallauris
- 2014 - 2020 : conseillère municipale Antibes Juan-les-Pins déléguée à la jeunesse
- 28 juin 2020 - 27 septembre 2020 : adjointe au maire d’Antibes Juan-les-Pins en charge de l’Économie
- depuis 2015 : conseillère départementale des Alpes-Maritimes (canton d'Antibes-2) et vice-présidente du comité régional du tourisme Côte d'Azur France
- depuis janvier 2022 : présidente du comité régional du tourisme Côte d'Azur France[17]

### Au sein de partis politiques
- 2019 : nommée « secrétaire générale adjointe » au sein du parti Les Républicains
- septembre 2021 : nommée directrice de campagne d'Éric Ciotti pour le congrès des Républicains[18]
- décembre 2021 : nommée directrice déléguée de la campagne présidentielle de 2022 de Valérie Pécresse[19]
- octobre 2022 : nommée directrice de campagne d'Éric Ciotti pour la campagne relative à la Présidence des Républicains[20]
- janvier 2023 : nommée porte-parole des Républicains[15]